# Sphingonotus yunnaneus
Sphingonotus yunnaneus är en insektsart som beskrevs av Boris Petrovich Uvarov 1925. Sphingonotus yunnaneus ingår i släktet Sphingonotus och familjen gräshoppor. Inga underarter finns listade i Catalogue of Life.